# Soulce-Cernay
Soulce-Cernay ist eine französische Gemeinde mit 138 Einwohnern (Stand: 1. Januar 2022) im Département Doubs in der Region Bourgogne-Franche-Comté.

## Geographie
Soulce-Cernay liegt auf 393 m, vier Kilometer östlich von Saint-Hippolyte und etwa 21 Kilometer südsüdöstlich der Stadt Montbéliard (Luftlinie). Das Dorf erstreckt sich im Jura, in einer Talweitung des Doubs an der Mündung des Baches Charbonney, zwischen den Höhen der Lomontkette im Norden und der Hochfläche von Maîche im Süden, nahe der Grenze zur Schweiz. Das Gemeindegebiet gehört zum Regionalen Naturpark Doubs-Horloger.
Die Fläche des 8,55 km² großen Gemeindegebiets umfasst einen Abschnitt des französischen Juras. Der zentrale Teil des Gebietes wird vom Doubstal eingenommen. Der Doubs fließt hier in gewundenem Lauf nach Westen durch eine maximal 500 Meter breite, flache Talniederung. Etwa zwei Kilometer oberhalb des Dorfes wird der Fluss zur Elektrizitätsgewinnung zu einem länglichen Talsee aufgestaut. Das Tal wird auf beiden Seiten von steilen, überwiegend bewaldeten Hängen flankiert, die verschiedenenorts von Felsbändern durchzogen sind. Diese Hänge werden durch mehrere Taleinschnitte von kurzen Seitenbächen des Doubs, insbesondere den Cul-de-Sac (in dem der Bach Charbonney entspringt), untergliedert.
Nach Süden erstreckt sich das Gemeindeareal über die Grande Côte bis auf die Höhe der Queue de Veau, auf der mit 850 m die höchste Erhebung von Soulce-Cernay erreicht wird. Im Norden verläuft die Grenze oberhalb des markanten Felsbandes, das zur Hochfläche von Chamesol (700 m) überleitet.
Zu Soulce-Cernay gehören neben dem eigentlichen Ort auch mehrere Weiler und Gehöfte, darunter:
- La Saunerie (385 m) am Doubs westlich von Soulce
- Cernay (510 m) in einer Mulde am linken Talhang des Doubs

Nachbargemeinden von Soulce-Cernay sind Chamesol und Montjoie-le-Château im Norden, Courtefontaine im Osten, Les Plains-et-Grands-Essarts und Montandon im Süden sowie Saint-Hippolyte im Westen.

## Geschichte
Im Mittelalter gehörte Soulce zum Herrschaftsgebiet der Grafschaft La Roche von Saint-Hippolyte. Zusammen mit der Franche-Comté gelangte das Dorf mit dem Frieden von Nimwegen 1678 an Frankreich.

## Sehenswürdigkeiten
Die Kirche Saint-Laurent geht ursprünglich auf einen mittelalterlichen Bau aus dem 11. Jahrhundert zurück. Der heutige Bau stammt von 1785.

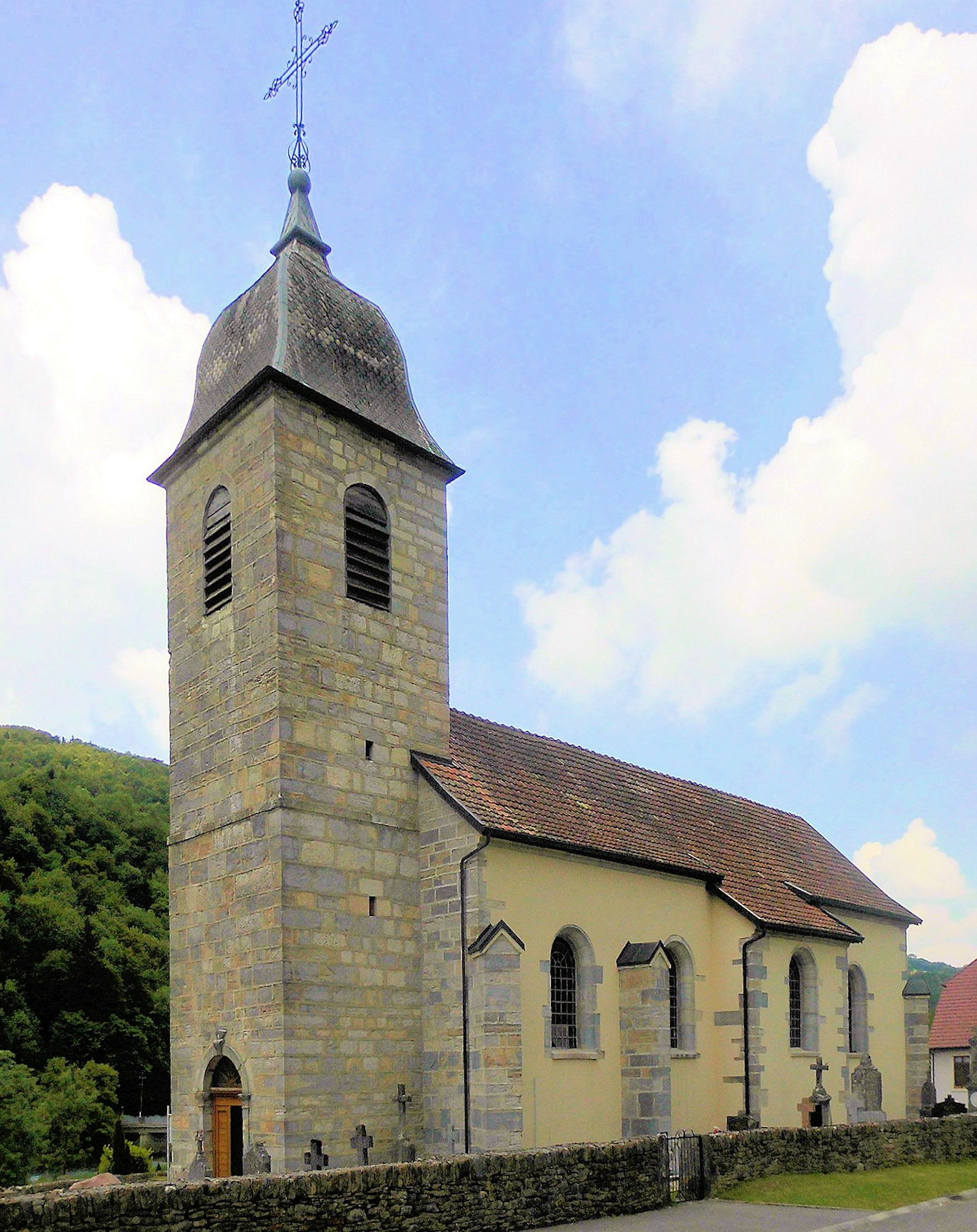
Kirche Saint-Laurent
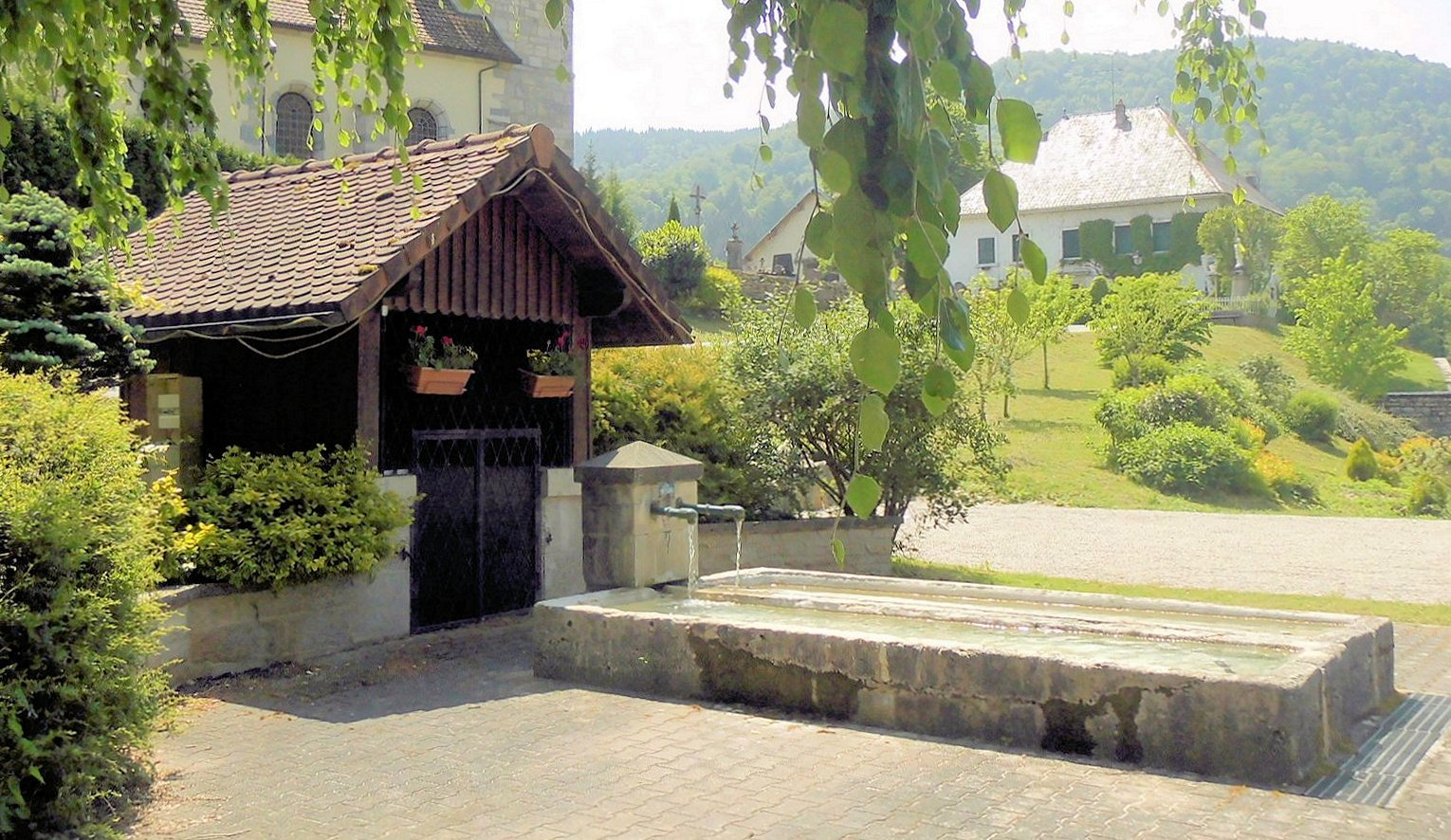
Brunnen und Lavoir

## Bevölkerung
| Jahr                       | 1962 | 1968 | 1975 | 1982 | 1990 | 1999 | 2008 | 2018 |
| Einwohner                  | 110  | 89   | 73   | 58   | 71   | 94   | 106  | 131  |
| Quellen: Cassini und INSEE |      |      |      |      |      |      |      |      |

Mit 138 Einwohnern (Stand 1. Januar 2022) gehört Soulce-Cernay zu den kleinsten Gemeinden des Départements Doubs. Nachdem die Einwohnerzahl in der ersten Hälfte des 20. Jahrhunderts markant abgenommen hatte (1886 wurden noch 230 Personen gezählt), wurde seit Beginn der 1980er Jahre wieder ein Bevölkerungswachstum verzeichnet.

## Wirtschaft und Infrastruktur
Soulce-Cernay war bis weit ins 20. Jahrhundert hinein ein vorwiegend durch die Landwirtschaft (Viehzucht und Milchwirtschaft, etwas Acker- und Obstbau) und die Forstwirtschaft geprägtes Dorf. Früher war am westlichen Ortsrand eine Schmiede in Betrieb. Noch heute leben die Bewohner zur Hauptsache von der Tätigkeit im ersten Sektor. Außerhalb des primären Sektors gibt es nur wenige Arbeitsplätze im Dorf. Einige Erwerbstätige sind auch Wegpendler, die in den umliegenden größeren Ortschaften ihrer Arbeit nachgehen.
Die Ortschaft liegt abseits der größeren Durchgangsstraßen an einer Departementsstraße, die von Saint-Hippolyte nach Saint-Ursanne führt. Eine weitere Straßenverbindung besteht mit Les Plains-et-Grands-Essarts. 